# پارک ملی آلتین-ایمل
پارک ملی آلتین-ایمل (به قزاقی: Altyn-Emel National Park) یک پارک ملی در قزاقستان است که در استان آلماتی واقع شده‌است.